# 黑斑星鯊
黑斑星鲨（学名：Mustelus punctulatus），又稱黑斑貂鯊，為軟骨魚綱真鯊目皺唇鯊科星鯊屬的一種，被IUCN列為易危保育類動物，分布於東大西洋地中海至西撒哈拉海域，深度0至250公尺，體長最大可達190公分，棲息在大陸棚底層水域，屬肉食性，以甲殼類、頭足類及其他魚類為食，卵胎生，生活習性不明，可做為食用魚。